# Економіка Суринаму

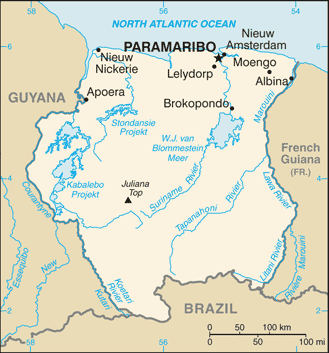
Карта Суринаму.

Суринам — аграрно-промислова країна. ВВП (2005) — $ 2,818 млрд темп зростання ВВП — (-3,2 % у 1992 р і +3,9 % у 2000 р)%. ВВП на душу населення (1992) — $3700. Основні галузі промисловості: гірнича, алюмінієва харчова, рибна. Партнери по імпорту та експорту: США, Норвегія, Нідерланди, Тринідад і Тобаго, Японія, Бразилія та ін. Експортує алюміній, боксити, глинозем, рис, лісоматеріали, банани і креветки. Імпортує продукцію машинобудування, нафту, сталь і прокат, сільськогосподарські продукти і споживчі товари. 50 % імпорту надходить зі США, а інша частина — з Бразилії, країн ЄС і Карибського співтовариства.
Осн. вид транспорту — автомобільний та річковий. Гол. мор. порти — Парамарибо, Мунго.
У 1998 частка службовців становила 49 % працездатного населення (100 тис.), з них 35 % зайнято в приватному секторі і 16 % в державних компаніях.

## Промисловість
Промисловість Суринаму загалом слабо розвинена, тому країна імпортує багато промислових виробів першої необхідності, хоч і забезпечує себе продовольством. Крім видобутку і переробки бокситів Суринам виробляє напої, тютюнові вироби, взуття і цемент. Економічному розвитку країни перешкоджають нечисленність населення, відсутність сучасних доріг і політична нестабільність. У 1996 ВВП Суринаму становив всього 523 млн дол., тобто 1306 дол. на душу населення (у 1980-і роки ВВП досягав 1,08 млрд дол., а у 1992 — 1,7 млрд дол). Зниження ВВП пов'язане з партизанською війною в районах видобутку бокситів, невмілим управлінням економікою, а також падінням попиту і цін на боксити і алюміній, основні експортні продукти Суринама. Видобуток бокситів, що раніше становив щорічно 80 % експорту і 30 % ВВП, у 1997 знизився до 70 % експорту і 15 % ВВП.

## Сільське господарство. Добування морепродуктів
Близько 60 % всієї сільськогосподарської продукції Суринаму складає рис, переважно з округу Ніккері. Під цією культурою зайнято бл. 50 тис. га. Інші товари: пальмова олія, банани, кокосові горіхи, цитрусові, кава, яловичина, кури. Цукрова тростина, що була протягом віків основою колоніальної економіки, нині займає скромне місце. Зростає значення видобутку креветок і заготівель деревини. Креветки експортують г.ч. в США (25 %), Нідерланди і в країни ЄС.

## Енергетика
З 1965 року працює ГЕС Афобака, дешева енергія якої використовується на алюмінієплавильних підприємствах, діє ряд державних і приватних ТЕС. Виробництво електроенергії становить 1,4 млрд кВт·год (1991).